# Liste der Naturdenkmale in Grünsfeld
| Naturdenkmale | Anzahl |
| ------------- | ------ |
| FND           | 8      |
| END           | 6      |
| Gesamt        | 14     |

Die Liste der Naturdenkmale in Grünsfeld nennt die verordneten Naturdenkmale (ND) der im baden-württembergischen Main-Tauber-Kreis liegenden Stadt Grünsfeld und deren Stadtteile (Grünsfeld mit dem Weiler Hof Uhlberg und den Häusern Riedmühle und Wendels (Englerts)-mühle, Grünsfeldhausen, Krensheim, Kützbrunn, Paimar und Zimmern).
In Grünsfeld gibt es insgesamt 14 als Naturdenkmal geschützte Objekte, davon 8 flächenhafte Naturdenkmale (FND) und 6 Einzelgebilde-Naturdenkmale (END).
Stand: 31. Oktober 2016.

## Flächenhafte Naturdenkmale (FND)
| Name                                                          | Bild | Kennung     | Einzelheiten | Position | Fläche Hektar | Datum         |
| ------------------------------------------------------------- | ---- | ----------- | ------------ | -------- | ------------- | ------------- |
| Auwaldung Gegen Hausen                                        | BW   | 81280470008 | Grünsfeld    | ⊙        | 0,4           | 21. Dez. 1981 |
| Auwaldung Gerlachsheimer Grund                                | BW   | 81280470010 | Grünsfeld    | ⊙        | 1,0           | 21. Dez. 1981 |
| Auwaldung Obere Linke Seite                                   | BW   | 81280470009 | Grünsfeld    | ⊙        | 1,0           | 21. Dez. 1981 |
| Auwaldung Ried                                                |      | 81280470011 | Grünsfeld    | ⊙        | 2,0           | 21. Dez. 1981 |
| Feldgehölz Saubrunnen                                         | BW   | 81280470016 | Grünsfeld    | ⊙        | 0,1           | 10. März 1992 |
| Feldgehölz u. Halbtrockenrasen Großer Waltersberg             | BW   | 81280470013 | Grünsfeld    | ⊙        | 2,5           | 10. März 1992 |
| Halbtrockenrasen „Schalksberg“ Oberer und Unterer Schalksberg |      | 81280470012 | Grünsfeld    | ⊙        | 2,8           | 10. März 1992 |
| Wellenkalkaufschluß Schorren                                  |      | 81280470014 | Grünsfeld    | ⊙        | 0,1           | 10. März 1992 |
| Legende für Naturdenkmal                                      |      |             |              |          |               |               |

## Einzelgebilde-Naturdenkmale (END)
| Name                               | Bild | Kennung     | Einzelheiten | Position | Fläche Hektar | Datum         |
| ---------------------------------- | ---- | ----------- | --- | -------- | ------------- | ------------- |
| 1 Birnbaum Grünsfelderhöhe links   | BW   | 81280470004 | Grünsfeld-Kützbrunn | ⊙        | 0,0           | 21. Dez. 1981 |
| 1 Birnbaum Tannenweg rechts        |      | 81280470007 | Grünsfeld-Kützbrunn | ⊙        | 0,0           | 21. Dez. 1981 |
| 1 Feldahorn Hundsrück              | BW   | 81280470017 | Grünsfeld-Kützbrunn | ⊙        | 0,0           | 10. März 1992 |
| 2 Akazien Gerlachsheimer Weg links |      | 81280470005 | Grünsfeld-Kützbrunn Am linken Wegesrand der Straße von Kützbrunn nach Gerlachsheim. Zwischen den beiden Akazien befindet sich ein Wegkreuz. | ⊙        | 0,0           | 21. Dez. 1981 |
| 2 Kopfweiden Unterer Zimmern Grund | BW   | 81280470015 | Grünsfeld | ⊙        | 0,0           | 10. März 1992 |
| 7 Winterlinden Ortsetter           | BW   | 81280470001 | Grünsfeld | ⊙        | 0,0           | 21. Dez. 1981 |
| Legende für Naturdenkmal           |      |             | |          |               |               |